# Cimitirul Central din Chișinău
Cimitirul Central din Chișinău, numit impropriu  Cimitirul Armenesc, este unul dintre cele mai cunoscute cimitire din Republica Moldova. Fondat în 1811, el este locul de odihnă a multor personalități marcante din istoria și cultura Moldovei. Cimitirul este amplasat în sectorul Centru al municipiului Chișinău, în „triunghiul” străzilor Alexei Mateevici, Vasile Alecsandri și Pantelimon Halippa. Intrarea centrală în cimitir este din strada Al. Mateevici, 11, iar la poarta lui începe strada Armenească. Cimitirul mai are alte două intrări: unul din spatele cinematografului „Gaudeamus” din scuarul Pan Halippa și alta dinspre Memorialul „Maica Îndurerată” din Piața Pan Halippa. 
Din 2025, Cimitirul Central este recunoscut drept monument istoric, de artă și arhitectural de importanță națională în Registrul monumentelor Republicii Moldova ocrotite de stat cu nr. 384.8 (municipiul Chișinău). Include două poziții: Cimitir cu complex de monumente și Biserica „Tuturor Sfinților”.
Din anul 2010, conform art. 1.6-1.8 ale „Regulamentului de funcționare a cimitirelor din municipiul Chișinău”, la Cimitirul Central se oferă locuri pentru înhumare doar persoanelor care au obținut distincții de stat.

## Istorie
Cimitirul Central din Chișinău a fost fondat în anul 1811. Peste 7 ani, pe teritoriul său a fost ridicată Biserica Tuturor Sfinților. În perioada țaristă cimitirul era strict ortodox, iar în perioada sovietică era comun.
Cimitirul are o suprafață de circa 10 ha. Cel mai vechi mormânt păstrat datează din anul 1825. La proiectarea cimitirului a participat și Alexandru Bernardazzi.
În perioada sovietică cimitirul a fost redus în dimensiuni – în 1958, pe locul unor foste morminte fiind deschis cinematograful «40 лет ВЛКСМ» (40 de ani ai VLKSM; în prezent numit «Gaudeamus»). Timp de peste 30 de ani cimitirul a fost închis, aici nemaiavând loc înmormântări. 
Conform art. 1.6-1.8 ale „Regulamentului de funcționare a cimitirelor din municipiul Chișinău”, aprobat prin decizia Consiliului municipal Chișinău, numărul 4/11 din data de 15.04.2010, „Loturile de pământ destinate înhumărilor la cimitirul Central se distribuie persoanelor decorate cu distincții în muncă și luptă (Ordinul Republicii, Ordinul "Ștefan cel Mare") sau cu distincții de stat ale fostei URSS similare acestora. În locurile speciale din cimitirul Central în limita disponibilității, la propunerea unor instituții publice, primarul general aprobă distribuirea sau concesionarea de loturi pentru înhumarea unor personalități marcante ale Republicii Moldova. Beneficiază de dreptul rezervării loturilor la cimitirul Central și rudele de gradul I a persoanelor decedate și înmormîntate aici, în baza actelor de confirmare a gradului de rudenie. După caz se permite înhumarea rudelor în aceleași morminte.”

## Personalități marcante înmormântate
anii 1900
- Natalia Dadiani (1865–1903) – principesă și pedagogă

anii 1910
- Alexei Mateevici (1888–1917) – preot, poet, autorul poeziei „Limba noastră”, astăzi imnul Republicii Moldova, purtător de nume a străzii din Chișinău

anii 1920
- Vladimir Herța (1868–1924) – jurist, activist politic
- Leon Donici (1867–1926) – scriitor
- Carol Schmidt (1846–1928) – primar de Chișinău (1877–1903), purtător de nume a străzii din Chișinău

anii 1930
- Liuba Dimitriu (1901–1930) – poetă

- Toma Ciorbă (1864–1936) – medic, purtător de nume a străzii din Chișinău
- Mihail Ciachir (1861–1938) – preot și educator găgăuz, purtător de nume a străzii din Chișinău

anii 1940
- Sergiu Niță (1883–1940) – activist politic român basarabean, Ministru pentru Basarabia (1920–1921, 1926–1927)
- Alexandru Plămădeală (1888–1940) – sculptor, purtător de nume a străzii din Chișinău
- Mihail Berezovschi (1868–1940) – compozitor, purtător de nume a străzii din Chișinău
- Alexandru Cristea (1890–1942) – compozitor, autorul melodiei imnului de stat al Republicii Moldova, purtător de nume a străzii din Chișinău
- Ivan Zaikin (1880–1948) – aviator și artist de circ sovietic, purtător de nume a străzii din Chișinău

anii 1950
- Ștefan Neaga (1900–1951) – compozitor, pianist, purtător de nume a străzii din Chișinău
- Eugen Coca (1893–1954) – violonist, compozitor, purtător de nume a străzii din Chișinău
- Tihon Konstantinov (1898–1957) – primul Președinte al Sovietului Comisarilor Poporului al RASS Moldovenești (1940–1941)
- Nicolae Dimo (1873–1959) – pedolog, academician, purtător de nume a străzii din Chișinău

anii 1960
- Fiodor Brovko (1904–1960) – Primul Președinte al Prezidiului Sovietului Suprem al RSS Moldovenești (1941–1951)

- Lazăr Dorohov (1900–1964) – academician

- Liviu Deleanu (1911–1967) – poet, purtător de nume a străzii din Chișinău

anii 1970
- Nicolae Coval (1904–1970) – Președinte al Sovietului de Miniștri al RSS Moldovenești (1945–1946)
- Alexei Stârcea (1919–1974) – compozitor, bariton

- Iosif Balțan (1923–1975) – poet

- Iachim Grosul (1912–1976) – istoric sovietic, academician și primul președinte al Academiei de Științe a Moldovei (1961–1976), purtător de nume a străzii din Chișinău
- Anton Ablov (1905–1978) – academician, purtător de nume a străzii din Chișinău

anii 1980
- Kiril Iliașenko (1915–1980) – Președinte al Prezidiului Sovietului Suprem al RSS Moldovenești (1963–1980)
- Ion Codiță (1899–1980) – Președinte al Prezidiului Sovietului Suprem al RSS Moldovenești (1951–1963)
- Ioan Josu (1927–1980) – jurnalist
- Timofei Gurtovoi (1919–1981) – dirijor, Artist al Poporului URSS
- Gherasim Rudi (1907–1982) – Președinte al Sovietului de Miniștri al RSS Moldovenești (1946–1958)
- Eugeniu Russev (1915–1982) – istoric, academician, purtător de nume a străzii din Chișinău
- Nikita Salogor (1901–1982) – Primul Președinte al Sovietului Suprem al RSS Moldovenești (1941–1947)
- Lazăr Dubinovschi (1910–1982) – sculptor-portretist
- Emilian Bucov (1909–1984) – poet, prozator, Erou al Muncii Socialiste al URSS
- Boris Raisov (1928–1984) – bariton
- Mihail Iaroșenco (1900–1985) – profesor universitar, academician
- Nicolae Testemițanu (1927–1986) – medic, ministru al Sănătății al RSS Moldovenești (1963–1968), cavaler al ordinului Republicii, purtător de nume a Universității de Stat de Medicină și Farmacie
- Pavel Boțu (1933–1987) – poet, Președinte al Sovietului Suprem al RSS Moldovenești (1980–1985), purtător de nume a străzii din Chișinău
- George Meniuc (1918–1987) – poet, eseist, purtător de nume a străzii din Chișinău
- Nina Masalskaia (1901–1989) – actriță, Artistă al Poporului din URSS
- Valeriu Cupcea (1929–1989) – actor, cavaler al ordinului Republicii, purtător de nume a străzii din Chișinău
- Alexandru Cosmescu (1922–1989) – dramaturg, scriitor, purtător de nume a străzii din Chișinău

anii 1990
- Tamara Ciobanu (1914–1990) – cântăreață de operă, Artistă al Poporului din URSS, purtătoare de nume a străzii din Chișinău
- Gheorghe Cașu (1970–1991) – militar, purtător de nume a străzii din Chișinău

- Andrei Lupan (1912–1992) – poet, dramaturg, Președinte al Sovietului Suprem al RSS Moldovenești (1963–1967), Erou al Muncii Socialiste al URSS, purtător de nume a străzii din Chișinău

- Doina (1958–1992) și Ion Aldea-Teodorovici (1954–1990) – duo de cântăreați, cavaleri al ordinului Republicii, purtători de nume a străzii din Chișinău
- Ion Dumeniuc (1936–1992) – lingvist, publicist, cavaler al ordinului Republicii, purtător de nume a străzii din Chișinău
- Ion Vatamanu (1937–1993) – poet, publicist și om politic, cavaler al ordinului Republicii, purtător de nume a străzii din Chișinău
- Anton Crihan (1893–1993) – activist politic basarabean, purtător de nume a străzii din Chișinău
- Nicolai Costenco (1913–1993) – scriitor, cavaler al ordinului Republicii
- Bogdan Istru (1914–1993) – poet
- Leonid Cobâleanschi (1939–1994) – medic, profesor, rector al Institutului de Stat de Medicină din Chișinău
- Semion Cojuhari (1904–1995) – Președinte al Prezidiului Sovietului Suprem al RSS Moldovenești (1951–1959)
- Nicolae Costin (1936–1995) – primar al mun. Chișinău (1990–1994), cavaler al ordinului Republicii, purtător de nume a străzii din Chișinău
- Serghei Lunchevici (1934–1995) – dirijor și compozitor, Artist al Poporului din URSS, cavaler al ordinului Republicii, purtător de nume al Filarmonicii Naționale
- Angela Păduraru (1938–1995) – cântăreață, purtătoare de nume a străzii din Chișinău
- Tamara Alioșina-Alexandrova (1928–1996) – cântăreață de operă, Artistă al Poporului din URSS
- Lidia Istrati (1941–1997) – prozatoare, purtătoare de nume a străzii din Chișinău
- Vladimir Andrunachievici (1917–1997) – matematician, academician, cavaler al ordinului Republicii
- Petre Teodorovici (1950–1997) – cântăreț, compozitor
- Pavel Ciumac (1925–1997) – militar, Erou al Uniunii Sovietice
- Chiril Știrbu (1915–1997) – actor, Artist al Poporului din URSS, cavaler al ordinului Republicii
- Valentin Guțu (1942–1998) – luptător de sambo și judo, vicecampion european (1971), purtător de nume a străzii din Chișinău
- Sergiu Rădăuțanu (1926–1998) – fizician, academician, Președinte al Sovietului Suprem al RSS Moldovenești (1967–1971), cavaler al ordinului Republicii, purtător de nume a străzii din Chișinău
- Mihail Grecu (1916–1998) – artist plastic, cavaler al ordinului Republicii, purtător de nume a străzii din Chișinău
- Boris Trubețcoi (1909–1998) – critic și istoric literar, pușkinist
- Artiom Lazarev (1914–1999) – istoric, Președinte al Sovietului Suprem al RSS Moldovenești (1971–1980), cavaler al ordinului Republicii

anii 2000
- Gheorghe Ghimpu (1937–2000) – om politic, cavaler al ordinului Republicii, purtător de nume a străzii din Chișinău
- Nicolae Romanenco (1906–2000) – istoric literar, inginer, hasdeolog
- Veniamin Apostol (1938–2000) – actor, regizor, cavaler al ordinului Republicii
- Victor Kovarski (1929–2000) – fizician, academician
- Natalia Gheorghiu (1914–2001) – chirurg, profesor, cavaler al ordinului Republicii, purtătoare de nume a străzii din Chișinău
- Victor Teleucă (1933–2002) – poet, eseist, cavaler al ordinului Republicii
- Ludmila Erofeeva (1937–2003) – soprană, Artistă al Poporului din URSS
- Nicolae Sulac (1936–2003) – cântăreț, Artist al Poporului din URSS, cavaler al ordinului Republicii, purtător de nume al Palatului Național
- Constantin Constantinov (1915–2003) – actor, cavaler al ordinului Republicii
- Grigore Grigoriu (1941–2003) – actor
- Vasile Zagorschi (1926–2003) – compozitor, cavaler al ordinului Republicii
- Alexandru Usatiuc-Bulgăr (1915–2003) – disident anticomunist, cavaler al ordinului Republicii
- Pavel Barbalat (1935–2004) – jurist, primul Președinte al Curții Constituționale a Republicii Moldova (1995–2001), cavaler al ordinului Republicii, purtător de nume a străzii din Chișinău
- Chiril Draganiuc (1931–2004) – medic, ministru al Sănătății al RSS Moldovenești (1974–1990), Erou al Muncii Socialiste al URSS, purtător de nume al Institutului de Pneumologie din Chișinău
- Vasile Pascaru (1937–2004) – regizor
- Mefodie Apostolov (1915–2004) – actor, cavaler al ordinului Republicii
- Pavel Creangă (1933–2004) – general, ministru al Apărării al Republicii Moldova (1992–1997)
- Nicolae Corlăteanu (1915–2005) – lingvist, academician, cavaler al ordinului Republicii, purtător de nume a străzii din Chișinău
- Mihai Petric (1923–2005) – pictor, cavaler al ordinului Republicii
- Ada Zevin (1918–2005) – pictoriță, cavaler al ordinului Republicii
- Eugeniu Ureche (1917–2005) – actor, cântăreț de operă, Artist al Poporului din URSS, cavaler al ordinului Republicii
- Ion Șcurea (1935–2005) – actor, cavaler al ordinului Republicii
- Dionis Tanasoglu (1917–2006) – poet, scriitor găgăuz
- Nicolae Gărbălău (1931–2006) – chimist, academician
- Gheorghe Vodă (1934–2007) – poet, scenarist, regizor
- Silviu Berejan (1927–2007) – filolog, academician, cavaler al ordinului Republicii, purtător de nume a străzii din Chișinău
- Mihai Dolgan (1942–2008) – compozitor și cântăreț, cavaler al ordinului Republicii, purtător de nume al scuarului din Chișinău
- Vasile Vasilache (1926–2008) – eseist, nuvelist, cavaler al ordinului Republicii
- Dumitru Ghițu (1931–2008) – fizician, academician, cavaler al ordinului Republicii
- Grigore Vieru (1935–2009) – poet, cavaler al ordinului Republicii, purtător de nume al bulevardului din Chișinău
- Eugeniu Hrișcev (1942–2009) – economist, academician, primul rector al Academiei de Studii Economice a Moldovei, cavaler al ordinului Republicii
- Gheorghe Cozub (1937–2009) – oenolog, academician, cavaler al ordinului Republicii
- Alexei Marinat (1924–2009) – scriitor, cavaler al ordinului Republicii
- Leonid Cemortan (1927–2009) – teatrolog, academician, cavaler al ordinului Republicii

anii 2010
- Arhip Cibotaru (1935–2010) – scriitor, cavaler al ordinului Republicii
- Domnica Darienco (1919–2010) – actriță, Artistă al Poporului din URSS, cavaler al ordinului Republicii
- Anatol Codru (1936–2010) – regizor, poet, cavaler al ordinului Republicii
- Ion Drabenco (1929–2010) – fizician
- Petru Baracci (1929–2010) – actor, cavaler al ordinului Republicii
- Vasile Vîșcu (1940–2010) – politician
- Eugenia Todorașcu (1936–2010) – actriță, cavaler al ordinului Republicii
- Constantin Țîbîrnă (1929–2010) – chirurg, cavaler al ordinului Republicii
- Valeriu Gagiu (1938–2010) – scenarist, regizor de teatru, cavaler al ordinului Republicii
- Mihail Platon (1932–2011) – economist, cavaler al ordinului Republicii
- Serafim Saca (1935–2011) – scriitor, cavaler al ordinului Republicii
- Leonida Lari (1949–2011) – poetă, publicistă, scriitoare și activistă politică, cavaler al ordinului Republicii
- Alexandru Gromov (1925–2011) – scriitor
- Ivan Calin (1935–2012) – agronom, Președinte al Sovietului de Miniștri al RSS Moldovenești (1985–1990), cavaler al ordinului Republicii
- Maria Bieșu (1935–2012) – cântăreață de operă,  Artistă al Poporului din URSS, cavaler al ordinului Republicii, purtătoare de nume al Teatrului Național de Operă și Balet
- Ion Stici (1938–2012) – publicist
- Valentin Mândâcanu (1930–2012) – filolog, publicist, cavaler al ordinului Republicii
- Aureliu Busuioc (1928–2012) – poet, cavaler al ordinului Republicii
- Veronica Garștea (1927–2012) – dirijoare, Artistă al Poporului din URSS, cavaler al ordinului Republicii
- Andrei Andrieș (1933–2012) – fizician, academician, Președinte al Academiei de Științe a Moldovei (1989–2004), cavaler al ordinului Republicii
- Ion Popușoi (1924–2012) – botanist, academician, cavaler al ordinului Republicii
- Boris Melnic (1928–2012) – academician, rector al Universității de Stat din Moldova, cavaler al ordinului Republicii
- Valentina Halitov (1926–2012) – medic infecționist, cavaler al ordinului Republicii
- Glebus Sainciuc (1919–2012) – artist plastic, cavaler al ordinului Republicii
- Titus Jucov (1950–2013) – actor, regizor
- Tudor Tătaru (1957–2013) – regizor, umorist
- Dumitru Fusu (1938–2014) – actor și regizor, cavaler al ordinului Republicii
- Diomid Gherman (1928–2014) – medic, academician, cavaler al ordinului Republicii, purtător de nume al Institutului de Neurologie și Neurochirurgie din Chișinău
- Constanța Târțău (1930–2014) – actriță și prezentatoare de televiziune
- Eugen Gladun (1936–2014) – medic, ministru al Sănătății al Republicii Moldova (1998–1999), cavaler al ordinului Republicii
- Timofei Moșneaga (1932–2014) – medic, ministru al Sănătății al Republicii Moldova (1994–1997), Medic al Poporului din URSS, cavaler al ordinului Republicii, purtător de nume al Spitalului Clinic Republican
- Constantin Tănase (1949–2014) – jurnalist, publicist, scriitor și lider de opinie, cavaler al ordinului Republicii, purtător de nume a străzii din Chișinău
- Vasile Anestiadi (1928–2014) – academician, rector al Institutului de Stat de Medicină din Chișinău, cavaler al ordinului Republicii
- Constantin Moraru (1926–2015) – biochimist, academician
- Mihai Volontir (1934–2015) – actor și cântăreț, Artist al Poporului din URSS, cavaler al ordinului Republicii, purtător de nume al Parcului central din Bălți
- Dumitru Blajinu (1934–2015) – violonist, dirijor, compozitor, cavaler al ordinului Republicii
- Efim Tarlapan (1944–2015) – scriitor, poet umorist și satiric, epigramist, autor de literatură satirică și cărți pentru copii
- Simion Toma (1936–2015) – agrochimist, academician, cavaler al ordinului Republicii
- Anatol Dumitraș (1955–2016) – cântăreț
- Anatol Ciobanu (1934–2016) – lingvist, cavaler al ordinului Republicii
- Gheorghe Vrabie (1939–2016) – artist plastic, cavaler al ordinului Republicii
- Petru Soltan (1931–2016) – matematician, academician, cavaler al ordinului Republicii
- Nicolae Esinencu (1940–2016) – scriitor, cavaler al ordinului Republicii
- Vladimir Țincler (1937–2016) – fotbalist, antrenor
- Mihail Lupașcu (1928–2016) – botanist, academician, Președinte al Sovietului Suprem al RSS Moldovenești (1985–1986), cavaler al ordinului Republicii
- Mihai Curagău (1943–2016) – actor, cavaler al ordinului Republicii
- Ion Ungureanu (1935–2017) – actor, primul ministru al Culturii al Republicii Moldova (1990–1994), dublu cavaler al ordinului Republicii
- Alexandru Moșanu (1932–2017) – istoric, primul Președinte al Parlamentului Republicii Moldova (1991–1993), cavaler al ordinului Republicii
- Pavel Vlad (1936–2017) – chimist, academician, cavaler al ordinului Republicii
- Vladimir Curbet (1930–2017) – coregraf, conducătorul Ansamblului „Joc”, Artist al Poporului din URSS, cavaler al ordinului Republicii
- Ion Ciubuc (1943–2018) – Prim-ministru al Republicii Moldova (1997–1999)
- Andrei Timuș (1921–2008) – economist, academician, cavaler al ordinului Republicii
- Dumitru Moțpan (1940–2018) – Președinte al Parlamentului Republicii Moldova (1997–1998), cavaler al ordinului Republicii
- Petru Patron (1935–2018) – academician, cavaler al ordinului Republicii
- Ion Mahu (1922–2018) – veteran de răzvoi, pedagog, academician
- Viorel Mardare (1981–2019) – regizor, cineast
- Petru Cărare (1935–2019) – scriitor, cavaler al ordinului Republicii
- Eleonora Romanescu (1926–2019) – pictoriță, cavaler al ordinului Republicii
- Vladimir Hotineanu (1950–2019) – chirurg, academician, ministru al Sănătății al Republicii Moldova (2009–2011), cavaler al ordinului Republicii
- Ion Dediu (1934–2019) – biolog, academician, cavaler al ordinului Republicii
- Georgeta Snegur (1937–2019) – Prima Doamnă a Republicii Moldova (1990–1997)

anii 2020
- Ștefan Petrache (1949–2020) – interpret de muzică ușoară, cavaler al ordinului Republicii
- Valeriu Muravschi (1949–2020) – Primul Prim-ministru al Republicii Moldova (1991–1992), cavaler al ordinului Republicii
- Mihail Cibotaru (1934–2021) – scriitor, ministru al Culturii al Republicii Moldova (1994–1997), cavaler al ordinului Republicii
- Nicolae Dabija (1948–2021) – scriitor, cavaler al ordinului Republicii
- Anton Gămurari (1950–2021) – general, cavaler al ordinului Republicii
- Iurie Sadovnic (1951–2021) – interpret de muzică ușoară, cavaler al ordinului Republicii
- Haralambie Corbu (1930–2021) – filolog, academician, cavaler al ordinului Republicii
- Lidia Bejenaru (1953–2021) – interpretă de muzică populară
- Ion Ciocanu (1940–2021) – scriitor, critic literar, cavaler al ordinului Republicii
- Andrei Strâmbeanu (1934–2021) – scriitor, cavaler al ordinului Republicii
- Valentina Rusu-Ciobanu (1920–2021) – artistă plastică, cavaler al ordinului Republicii
- Gheorghe Țîbîrnă (1944–2022) – oncolog, academician, cavaler al ordinului Republicii
- Ion Corcimaru (1938–2022) – medic, academician, cavaler al ordinului Republicii
- Victor Pușcaș (1943–2023) – jurist, Președinte al Curții Constituționale a Republicii Moldova (2001–2007), cavaler al ordinului Republicii
- Mircea Snegur (1940–2023) – Primul Președinte al Republicii Moldova (1990–1997), cavaler al ordinului Republicii
- Mihai Amihălăchioaie (1961–2024) – acordeonist, dirijor
- Spiridon Vangheli (1932–2024) – prozator, poet, cavaler al ordinului Republicii
- Grigore Eremei (1935–2025) – ambasador, ultimul prim-secretar al Partidului Comunist din RSS Moldovenească (1991)
- Vladimir Beșleagă (1931–2025) – scriitor, prozator, cavaler al ordinului Republicii
- Eugen Doga (1937–2025) – compozitor, Artist al Poporului din URSS, cavaler al ordinului Republicii, purtător de nume al Aeroportului Internațional Chișinău